# Elimai Futbol Kluby
L'Elimai Futbol Kluby (in kazako Елім-ай футбол клубы?; traslitterazione anglosassone: Football Club Elimai), è una società calcistica kazaka con sede nella città di Semej. Milita in Qazaqstan Prem'er Ligasy, la massima serie del campionato kazako.
Fondato nel 2022, disputa le partite interne allo Stadio Spartak di Semej, impianto da 8.000 posti.

## Storia
Fondato nell'estate del 2022, il club porta il nome di una precedente società (che ha poi in seguito cambiato denominazione in Spartak) scioltasi nel 2015. Viene subito ammessa dalla federcalcio kazaka al campionato di seconda serie 2023. La prima stagione calcistica del neonato club termina con un primo posto in campionato, ottenuto senza subire alcuna sconfitta, e la promozione in massima serie.

## Organico

### Rosa 2024
| N. |                       | Ruolo | Calciatore           |
| -- | --------------------- | ----- | -------------------- |
| 1  | Kazakistan (bandiera) | P     | Rakhat Mavlikeev     |
| 12 | Ucraina (bandiera)    | P     | Maksym Koval'        |
| 5  | Russia (bandiera)     | D     | Dmitrij Jašin        |
| 7  | Kazakistan (bandiera) | A     | Roman Mýrtazaev      |
| 8  | Kazakistan (bandiera) | C     | Iýrıı Persýh         |
| 10 | Kazakistan (bandiera) | C     | Erkebulan Nurğalïyev |
| 11 | Kazakistan (bandiera) | A     | Ivan Sviridov        |
| 13 | Kazakistan (bandiera) | D     | Bakytzhan Malikov    |
| 15 | Kazakistan (bandiera) | D     | Dmitriy Schmidt      |
| 17 | Kazakistan (bandiera) | D     | Berik Aytbaev        |
| 20 | Brasile (bandiera)    | A     | China                |
| 21 | Kazakistan (bandiera) | D     | Sultan Abilgazy      |
| 22 | Kazakistan (bandiera) | A     | Zhan-Ali Payruz      |
| 23 | Brasile (bandiera)    | C     | Maicom David         |
| 29 | Camerun (bandiera)    | A     | Robert Ndip Tambe    |

| N. |                                 | Ruolo | Calciatore        |
| -- | ------------------------------- | ----- | ----------------- |
| 31 | Kazakistan (bandiera)           | A     | Arman Smailov     |
| 35 | Bielorussia (bandiera)          | D     | Mikalaj Zolataŭ   |
| 41 | Russia (bandiera)               | P     | Miroslav Lobancev |
| 63 | Bosnia ed Erzegovina (bandiera) | D     | Ivan Šaravanja    |
| 76 | Kazakistan (bandiera)           | P     | Tair Berdenov     |
| 77 | Kazakistan (bandiera)           | D     | Dmïtrïý Şomko     |
| 78 | Russia (bandiera)               | P     | Denis Kavlinov    |
| 80 | Kazakistan (bandiera)           | A     | Aydyn Metallov    |
| 81 | Bielorussia (bandiera)          | C     | Mikita Korzun     |
| 88 | Russia (bandiera)               | D     | Dmitriy Yashin    |
| 91 | Russia (bandiera)               | A     | Pavel Jakovlev    |
| 92 | Francia (bandiera)              | C     | Quentin Cornette  |
| 99 | Kazakistan (bandiera)           | A     | Alen Aymanov      |
|    | Senegal (bandiera)              | A     | Sada Thioub       |

## Palmarès

### Competizioni nazionali
- Birinşi Lïga: 1

2023

### Altri piazzamenti
- Coppa del Kazakistan:

Semifinalista: 2024
- Liga Kubogy:

Semifinalista: 2024